# Йоран Якобсон
Йоран Сігурд Якобсон (швед. Göran Sigurd Jakobsson, 28 лютого 1937, Швеція) — шведський дипломат.

## Біографія
Народився 28 лютого 1937 року. Доктор філософії.
До 1977 викладав у Гетеборзькому університеті слов'янські мови.

### Дипломатична діяльність
З 1977 по 1979 — співробітник МЗС Швеції.
З 1979 по 1982 — 1-й секретар посольства Швеції в Бухаресті (Румунія).
З 1982 по 1984 — 1-й секретар, член делегації Швеції в Раді Європи у Стразбурзі.
З 1984 по 1988 — 1-й секретар посольства Швеції в Абуджі (Нігерія).
З 1988 по 1991 — секретар МЗС Швеції.
З 1991 по 1993 — радник МЗС Швеції.
З 1993 по 1996 — радник-посланник посольства Швеції в Белграді (Югославія).
З 1996 по 2000 — Надзвичайний і Повноважний Посол Швеції y Києві (Україна).